# 千観
千観（せんかん、延喜18年（918年）- 永観元年12月13日（984年1月18日））は、平安時代中期の天台宗の僧。橘公頼の子・相模守敏貞を父とする。

## 略歴
園城寺に入って出家、受戒。行誉（一説によれば運昭）に師事して天台教学を学んだ。後に空也の影響を受けて浄土教へ傾倒し、民衆教化のための和讃としてはじめての阿弥陀和讃をつくった。962年（応和2年）に摂津国箕面山に隠遁して浄土行の生活を送った。963年（応和3年）勅命により祈雨を祈願し奇瑞を現したという。応和宗論の論者として選ばれたが辞退し、摂津国金龍寺（安満寺）を再興してそこに住した。970年（天禄元年）行誉から三部大法を伝授されている。常に念仏者の規範である八誓十願の教えを広め、浄土教の信者集団を作った。